# André Bucher
André Bucher (Neudorf, Luzern kanton, 1976. október 19. –) világbajnok svájci atléta. Fő száma a 800 méteres síkfutás volt, ebben szerzett érmeket nemzetközi versenyeken.
2001-ben világbajnok lett és megnyerte az IAAF Golden League sorozatát is, az év európai atlétájának választotta az Európai Atlétikai Szövetség.

## Eredményei
| 1994 | junior világbajnokság          | Lisszabon, Portugália            | 2.       | 1500 m          | 3:40.46       |
| 1995 | junior Európa-bajnokság        | Nyíregyháza, Magyarország        | 2.       | 800 m           | 1:46.73       |
| 1996 | olimpia                        | Atlanta, Egyesült Államok        | 11. (sf) | 800 m           | 1:46.41       |
| 1997 | U23-as Európa-bajnokság        | Turku, Finnország                | 2.       | 800 m           | 1:47.13       |
| 1997 | világbajnokság                 | Athén, Görögország               | 14. (sf) | 800 m           | 1:46.88       |
| 1998 | Európa-bajnokság               | Budapest, Magyarország           | 2.       | 800 m           | 1:45.04 (NR)  |
| 1999 | fedett pályás világbajnokság   | Maebasi, Japán                   | 23. (h)  | 800 m           | 1:52.43       |
| 1999 | universiade                    | Palma de Mallorca, Spanyolország | 2.       | 800 m           | 1:46.49       |
| 1999 | világbajnokság                 | Sevilla, Spanyolország           | 19. (sf) | 800 m           | 1:48.07       |
| 2000 | olimpia                        | Sydney, Ausztrália               | 5.       | 800 m           | 1:45.40       |
| 2000 | olimpia                        | Sydney, Ausztrália               | 16. (h)  | 4 × 400 m váltó | 3:06.01       |
| 2001 | fedett pályás világbajnokság   | Lisszabon, Portugália            | 3.       | 800 m           | 1:46.46       |
| 2001 | világbajnokság                 | Edmonton, Kanada                 | 1.       | 800 m           | 1:43.70       |
| 2002 | fedett pályás Európa-bajnokság | Bécs, Ausztria                   | 2.       | 800 m           | 1:44.93 (iNR) |
| 2002 | Európa-bajnokság               | München, Németország             | 2.       | 800 m           | 1:47.43       |
| 2003 | világbajnokság                 | Párizs, Franciaország            | 11. (sf) | 800 m           | 1:46.67       |
| 2004 | olimpia                        | Athén, Görögország               | 38. (h)  | 800 m           | 1:47.34       |
| 2005 | világbajnokság                 | Helsinki, Finnország             | 23. (h)  | 800 m           | 1:47.97       |

- h = előfutamban szerzett helyezés
- sf = elődöntőben szerzett helyezés
- NR = országos csúcs
- iNR = fedett pályás országos csúcs

## Egyéni legjobbjai
Szabadtér
| Táv        | Idő     | Hely       | Dátum               |
| ---------- | ------- | ---------- | ------------------- |
| 400 méter  | 46,32   | Lugano     | 2000. július 30.    |
| 600 méter  | 1:14,72 | Bellinzona | 1999. szeptember 1. |
| 800 méter  | 1:42,55 | Zürich     | 2001. augusztus 17. |
| 1000 méter | 2:15,63 | Langenthal | 2001. május 24.     |
| 1500 méter | 3:38,44 | Luzern     | 1996. június 25.    |

Fedett pálya
| Táv       | Idő     | Hely | Dátum            |
| --------- | ------- | ---- | ---------------- |
| 800 méter | 1:44,93 | Bécs | 2002. március 3. |